# Iglesia de San Agustín (Quito)
La iglesia y convento de San Agustín es un edificio católico ubicado en el Centro Histórico de la ciudad de Quito DM, regentado por la orden agustina. El conjunto del templo y convento se encuentra sobre la calle Chile, entre Guayaquil y Flores.

## Construcción

Plano de la planta baja del convento.

Cuando la orden agustina llegó a la ciudad en 1569, muchos de los solares ya había sido repartidos por el cabildo, por lo que fue el obispo quien les entregó terrenos en la parroquia de Santa Bárbara, Sin embargo, en 1573 se mudaron a su predio actual donde lograron adquirir más terrenos que fueron integrando a su nuevo espacio aunque la iglesia sería levantada recién entre 1606 y 1617 por Juan del Corral Los planos se basaron en los que el arquitecto Francisco Becerra diseñó en 1581, quien también trabajó en el diseño de la Iglesia de Santo Domingo, ambos proyectos habían quedado inconclusos cuando Becerra se mudó a Lima La iglesia y la fachada se terminaron de construir en 1669

Portada de la iglesia del convento (1922).

Detalles de la portada principal revelan el estilo neoclásico impreso por Diego de Escarza, en el que se destacan elementos decorativos españoles y amerindios. El campanario alcanza una altura de 37 metros y en su interior aún se encuentran funcionando las mismas campanas colocadas allí en el siglo XVII.
El convento levantado en el siglo XVI, que tiene una entrada separada hacia el lado oriental de la fachada, conforma un solo complejo arquitectónico junto con el templo y un pequeño atrio con cruz de piedra en la esquina diametralmente opuesta al ingreso de este último. En el interior de los claustros se encuentran jardines y un amplio salón de sesiones llamado Sala Capitular, que fue concebido recién en el siglo XVIII, y donde se firmó el Acta de la Junta de Gobierno de 1809.
El terremoto de 1859 afectó la estructura de la edificación por lo que se necesitó la ayuda del gobierno, en ese entonces presidido por García Moreno, para financiar las labores de reconstrucción.
Tras el terremoto de 1868 se necesitó volver a reconstruir las partes afectadas de la iglesia y convento. Estos trabajos terminaron en 1916. En esta reconstrucción se alargó el templo.

### La nave central y su «bóveda falsa»

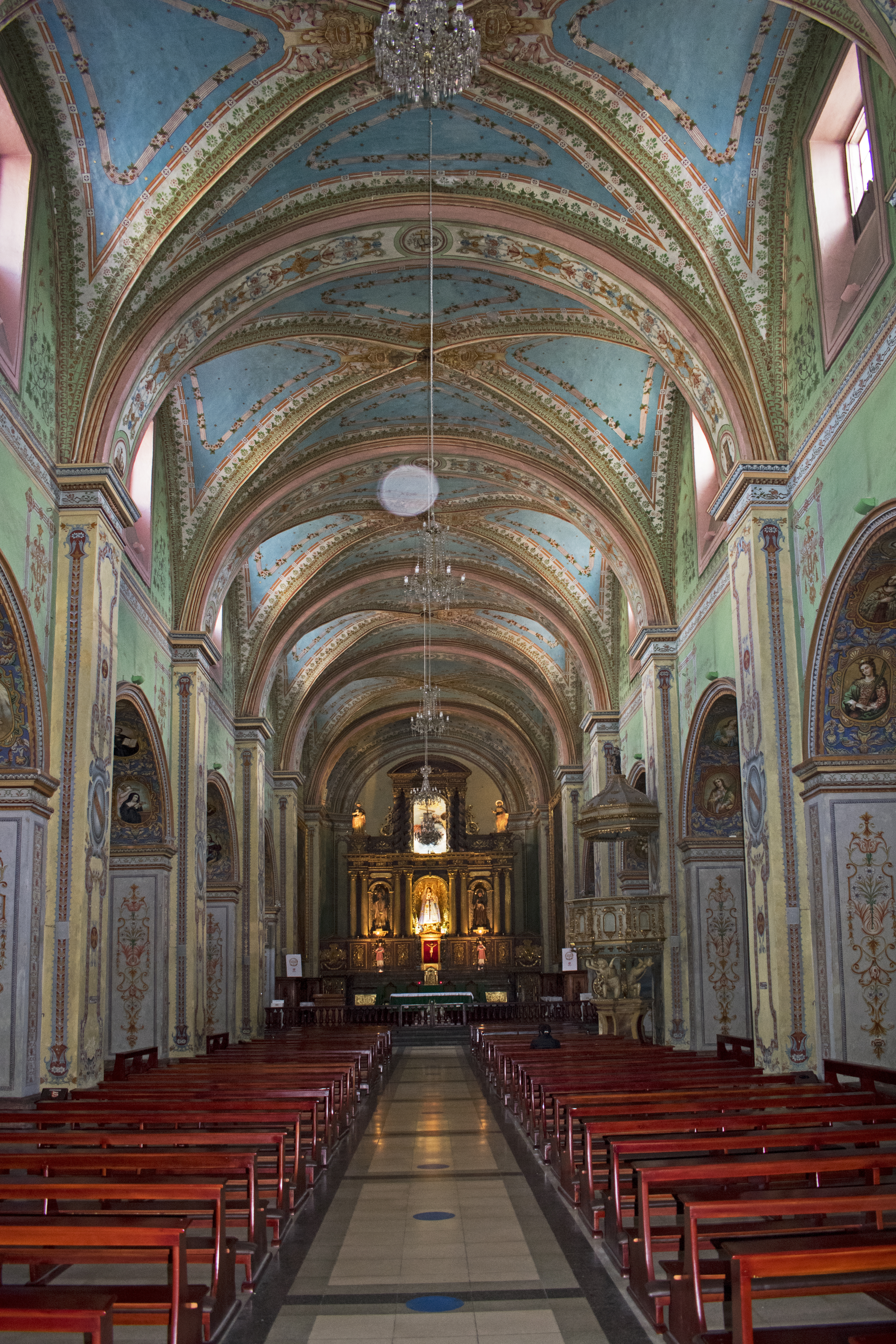
Iglesia del convento, nave central.

El 1 de septiembre de 1606 Juan del Corral, arquitecto y maestro mayor burgalés. firmó un contrato de obra con los frailes agustinos comprometiéndose a diseñar y construir las bóvedas de la nave central de la iglesia

En el Archivo Nacional de Historia del Ecuador todavía se conserva un contrato preliminar de la obra (fechado al 16 de marzo de 1606) que incluye un diseño de las bóvedas dibujado por Juan del Corral. Este bosquejo permite deducir cómo habrían lucido las bóvedas originales de la nave central de la iglesia luego de haber sido finalizadas por sus sucesores los maestros canteros Martín González y Juan Martínez en 1609 (el contrato de traspaso de responsabilidades y obligaciones de la obra había sido firmada entre Juan del Corral y estos últimos el 29 de octubre de 1607).

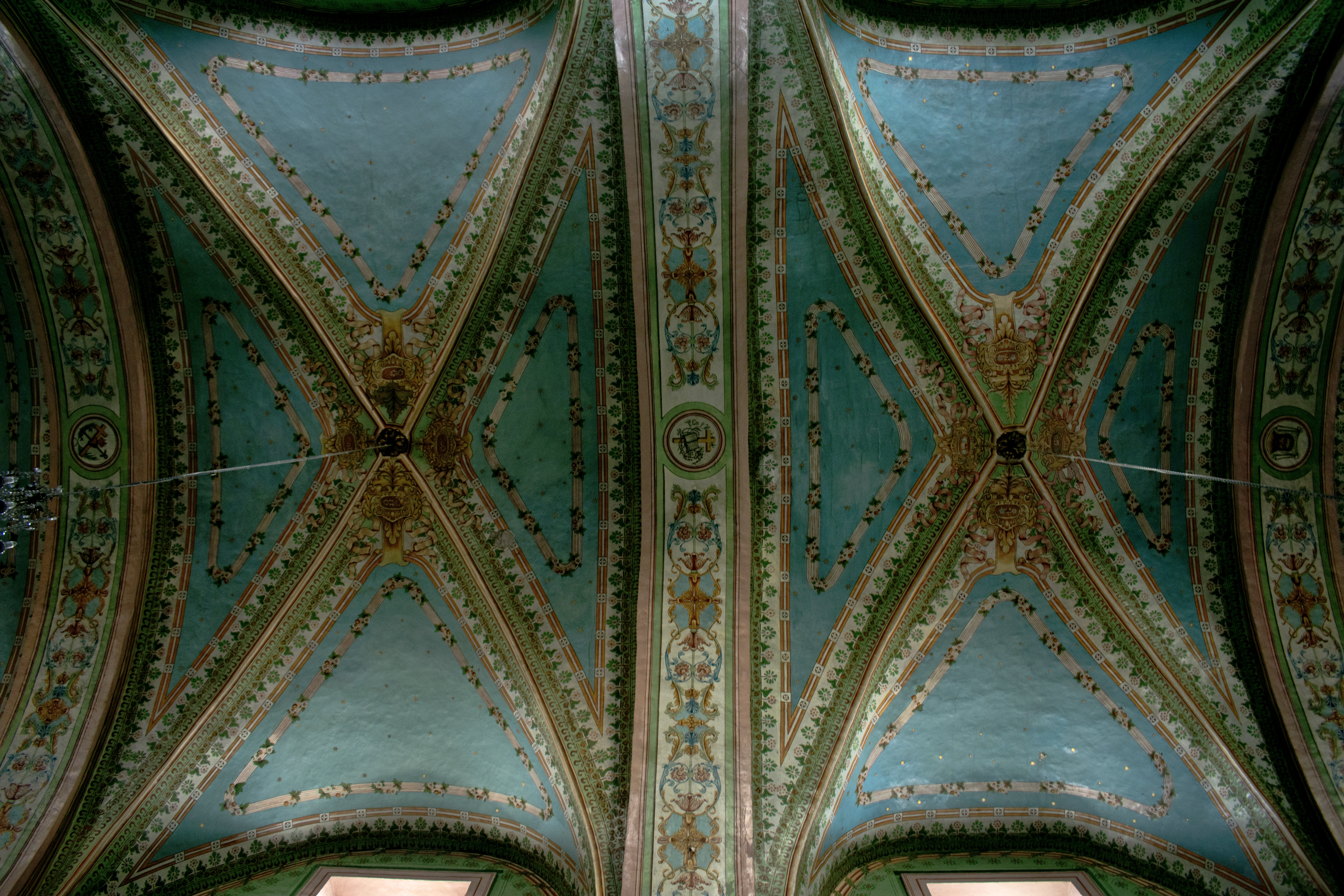
Bóvedas "falsas" de la iglesia conventual, detalle.

La bóveda central colapsó tras el terremoto de Ibarra de 1868. Su reconstrucción, hecha en el siglo XIX, dejó como resultado unas «bóvedas falsas» que son las que se ven en la actualidad. Se llaman así porque están compuestas de madera, carrizo y estuco de tal forma que imitan bóvedas reales de cantería Algunos autores han propuesto que la parte de la bóveda, con sus nervaduras góticas, ubicada directamente sobre el coro es lo único que sobrevive de la bóveda original Aunque otros autores discrepan debido a una disparidad entre el diseño de esta parte de la bóveda y el del dibujo del contrato preliminar de 1606 trazado por Juan del Corral del Archivo Nacional de Historia

## Sala capitular
La sala capitular del convento de San Agustín data de mediados del siglo XVIII y tiene una importancia histórica significativa debido a su papel en los eventos inmediatos al primer grito de la Independencia del 10 de agosto de 1809.

La sala capitular fue construida entre 1741 y 1761 y se caracteriza por un artesonado geométrico entre cuyos espacios están intercaladas diversas pinturas. La sillería es de madera ricamente tallada. La tribuna para los oradores se erige en un extremo de la sala y al igual que la sillería está labrada en madera, pero cubierta con pan de oro. En la pared de la tribuna, también se pueden ver dos placas conmemorativas decoradas con un marco barroco recubierto de pan de oro. La placa de la izquierda recuerda la reunión del 16 de agosto de 1809 donde se ratificó en sesión abierta la proclama del 10 de agosto, menciona al presidente de la Primera Junta de Gobierno así como a los ministros y secretarios de estado, además de los nombres de los representantes de los barrios de Quito que también estuvieron presentes en dicha sesión. Por otra parte, la placa de la derecha, conmemora la Masacre del 2 de agosto de 1810 acaecida en el entonces Cuartel Real (hoy Museo Alberto Mena Caamaño), y da una lista de los próceres asesinados aquel día. Al otro extremo de la sala se erige un retablo representando el Calvario.

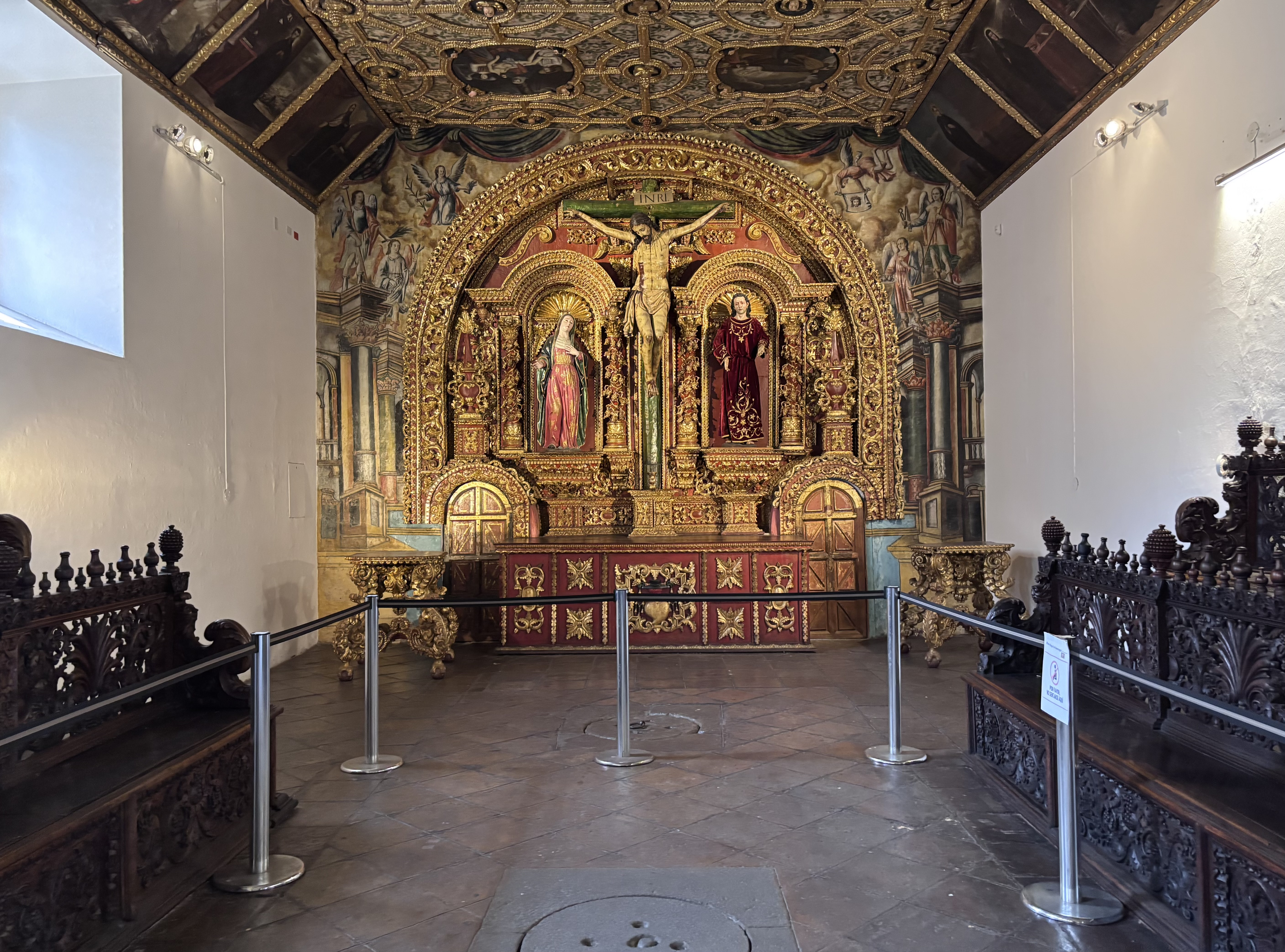
Vista del retablo del Calvario.
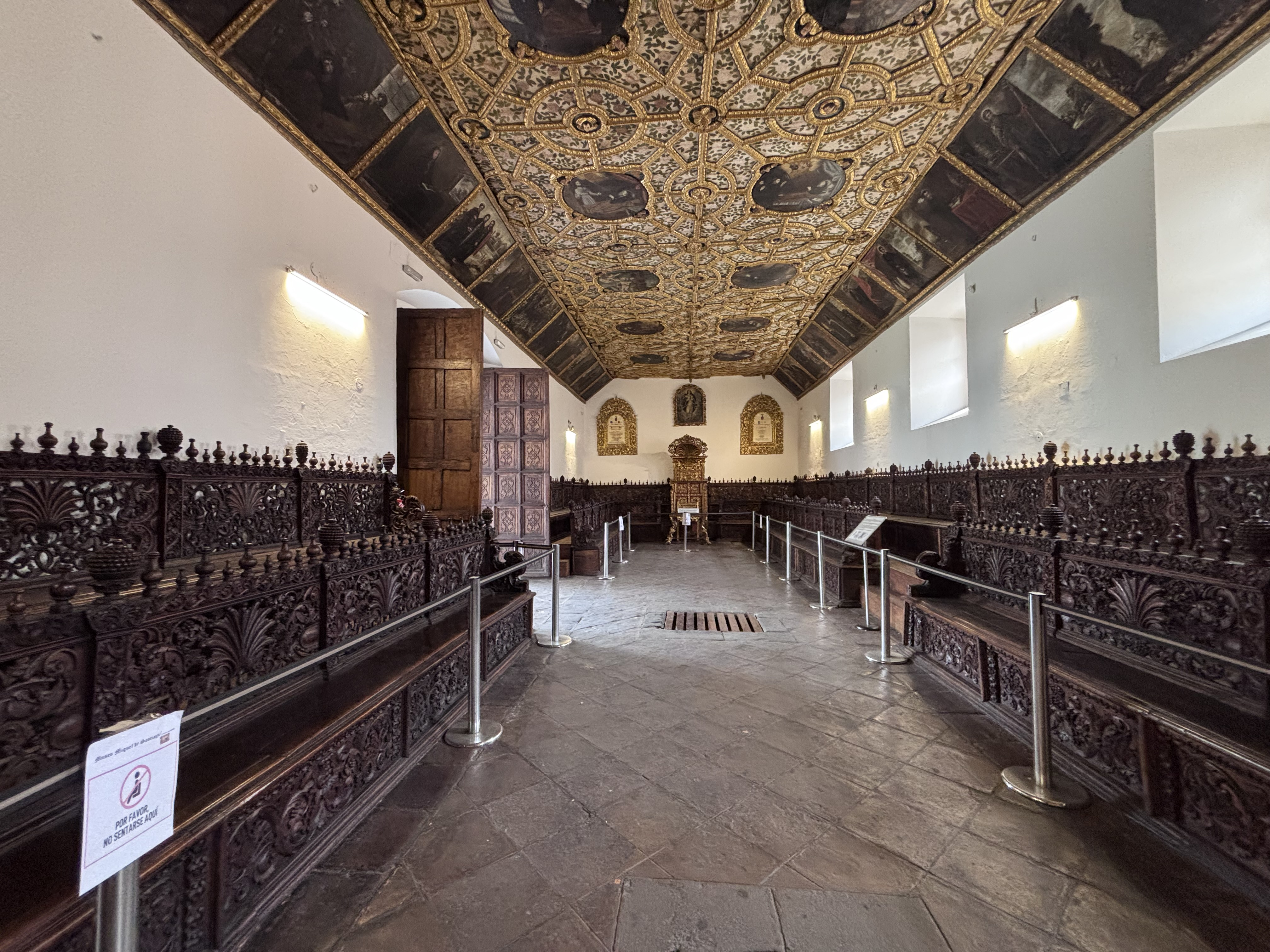
Vista de la tribuna de los oradores
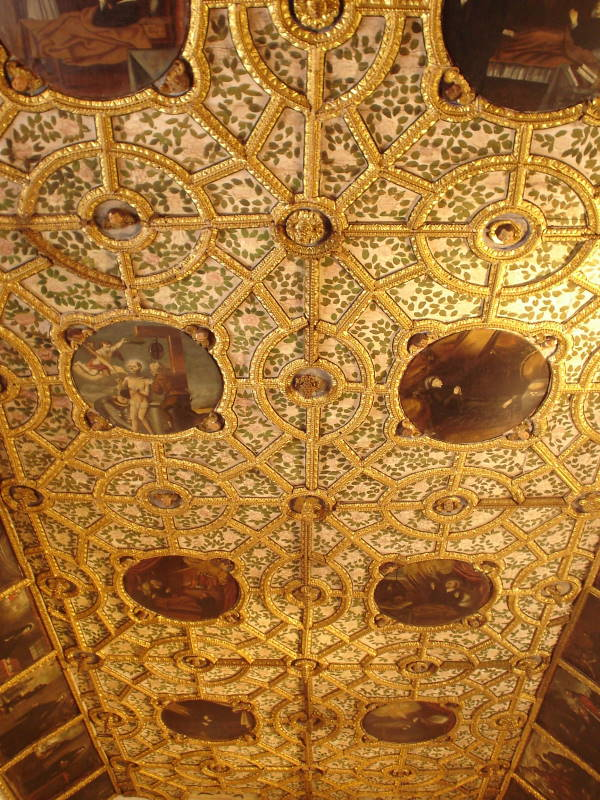
Vista del artesonado.
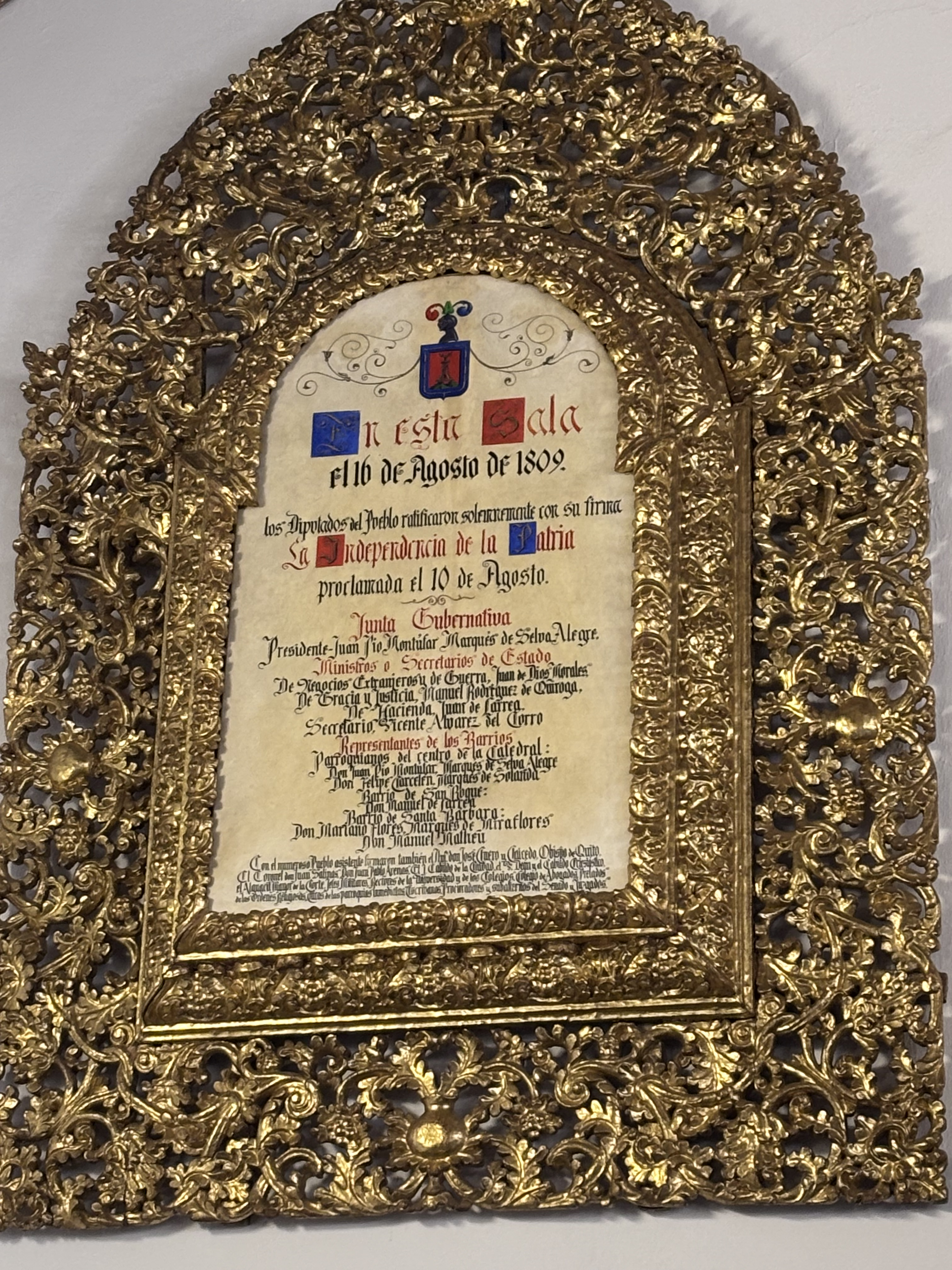
Placa conmemorativa izquierda.
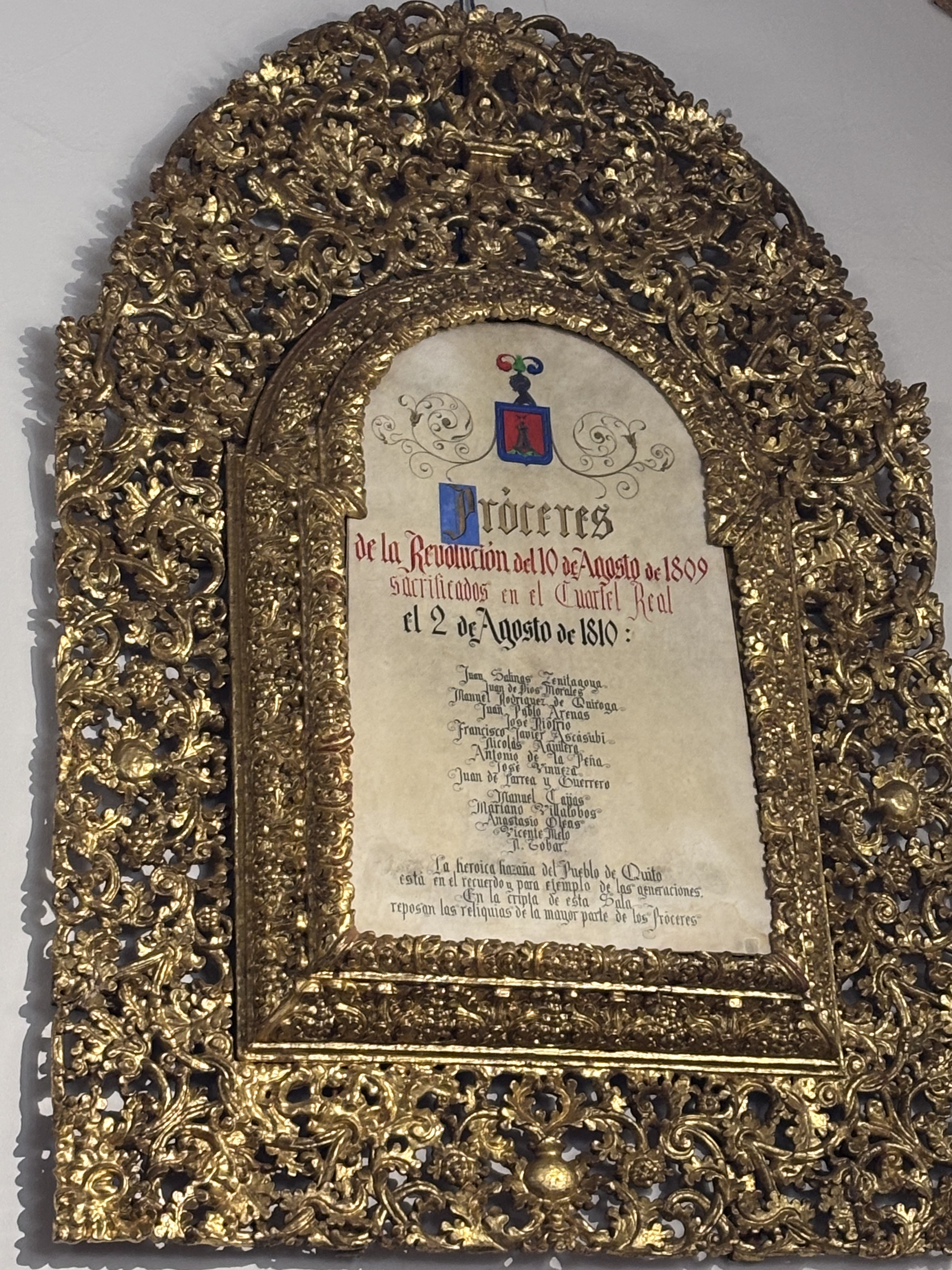
Placa conmemorativa derecha.
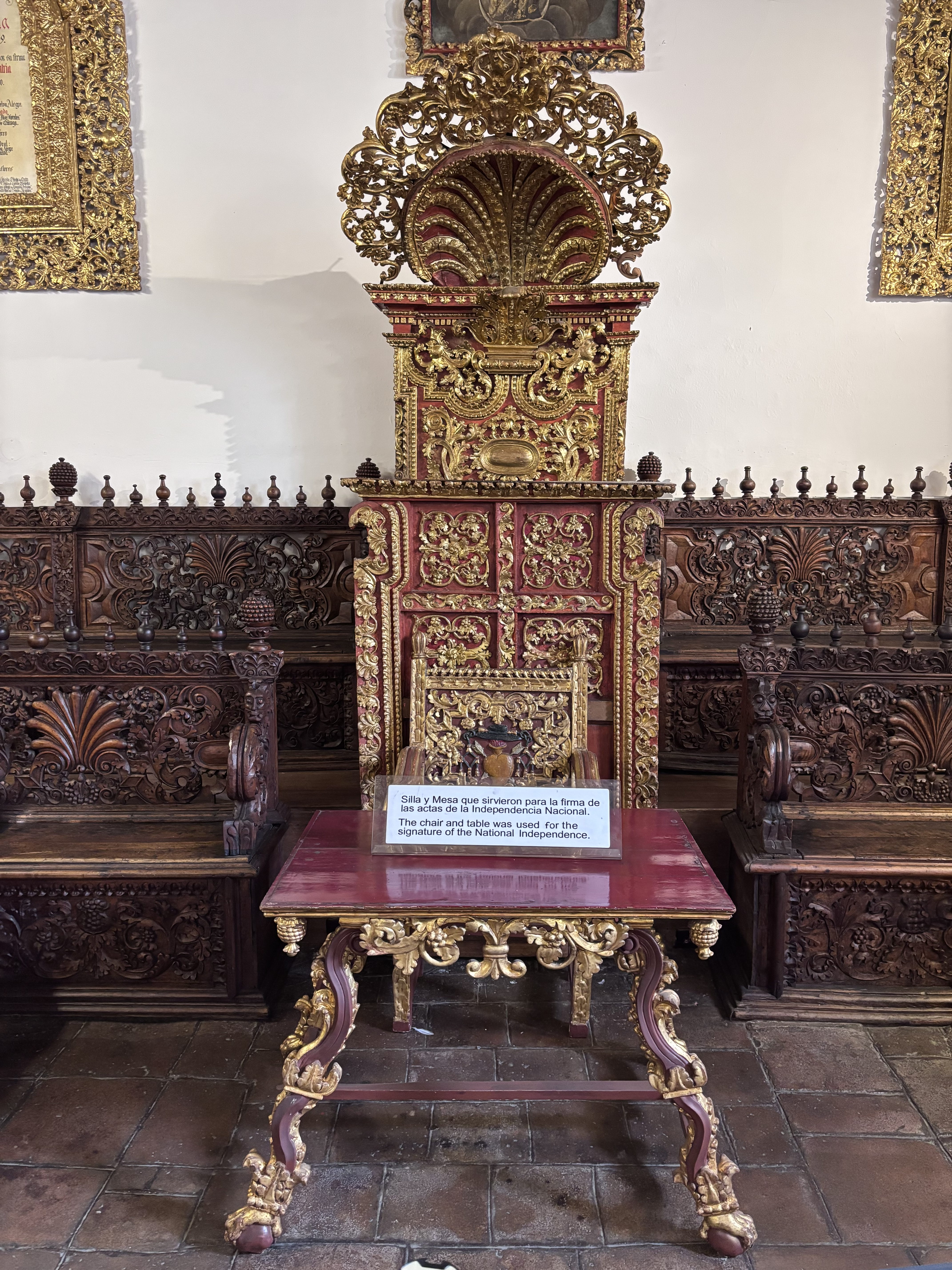
Tribuna, detalle.

### Junta de Gobierno de 1809

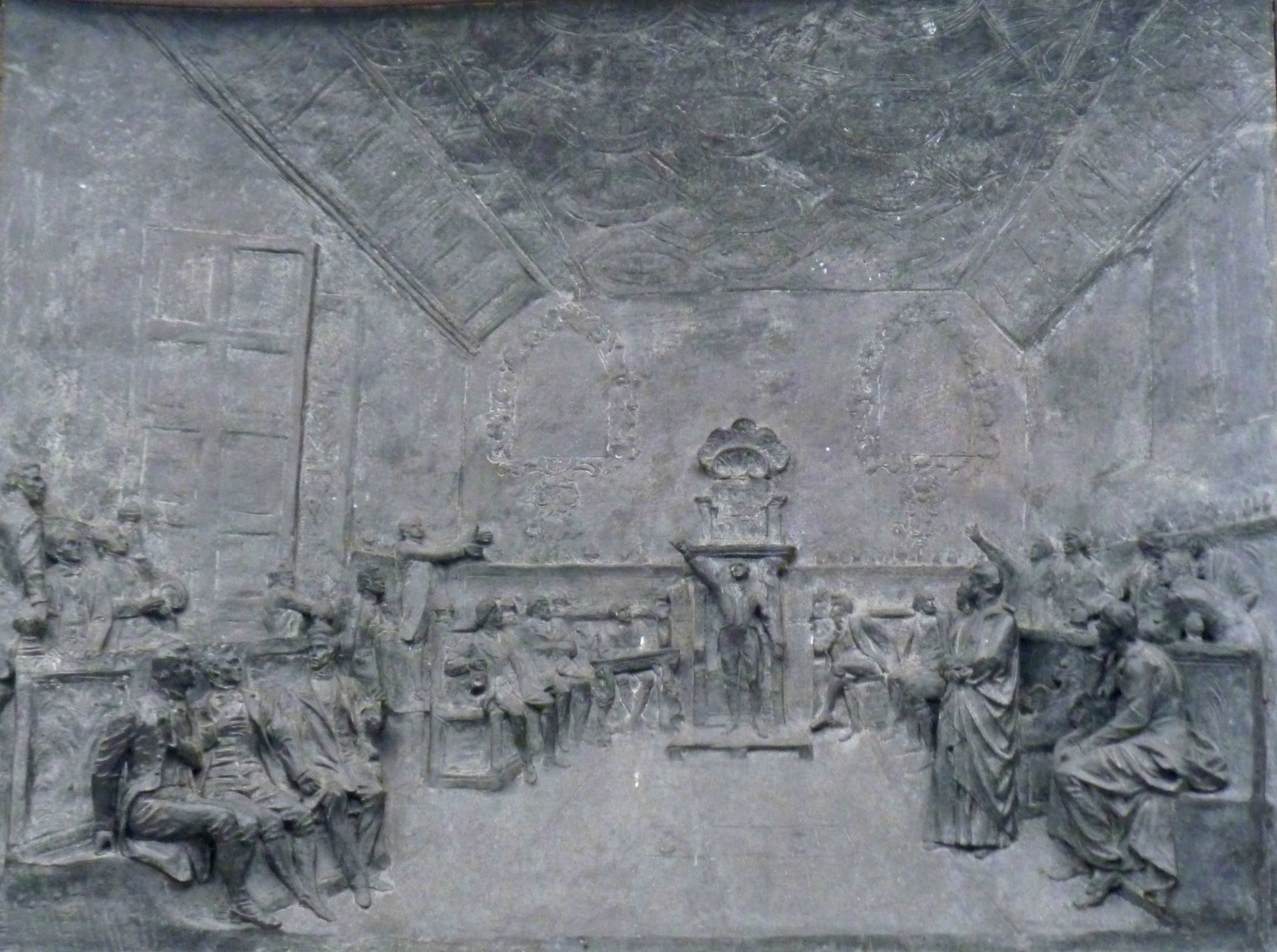
Reconocimiento de la Primera Junta de Gobierno de Quito el 16 de agosto de 1809 en la sala capitular del convento. Relieve en bronce ubicado en el Monumento a la Independencia.

El 16 de agosto de 1809 se realizó una sesión en la sala capitular del convento donde se ratificó el establecimiento de la Suprema Junta Gubernativa de Quito que se había proclamado días antes el 10 de agosto en la casa de Manuela Cañizares. Entre los participantes de la sesión estaban el II marqués de Selva Alegre y presidente de la Suprema Junta de Gobierno, Juan Pío Montúfar así como los secretarios de Estado don Manuel Rodríguez de Quiroga y don Juan de Larrea. Un día después del reconocimiento de la Suprema Junta de Gobierno, sus miembros tomaron juramento en la Catedral de Quito el 17 de agosto de 1809.

## Cripta
En la cripta de la sala capitular del convento de San Agustín descansan los restos de varios de los próceres que fueron asesinados el 2 de agosto de 1810. Entre los próceres enterrados en San Agustín se cuentan:
- Manuel Cajías.
- Juan Larrea y Guerrero.
- Juan de Dios Morales.
- Antonio de la Peña y Zárate.
- Manuel Quiroga.
- El capitán Juan Salinas.

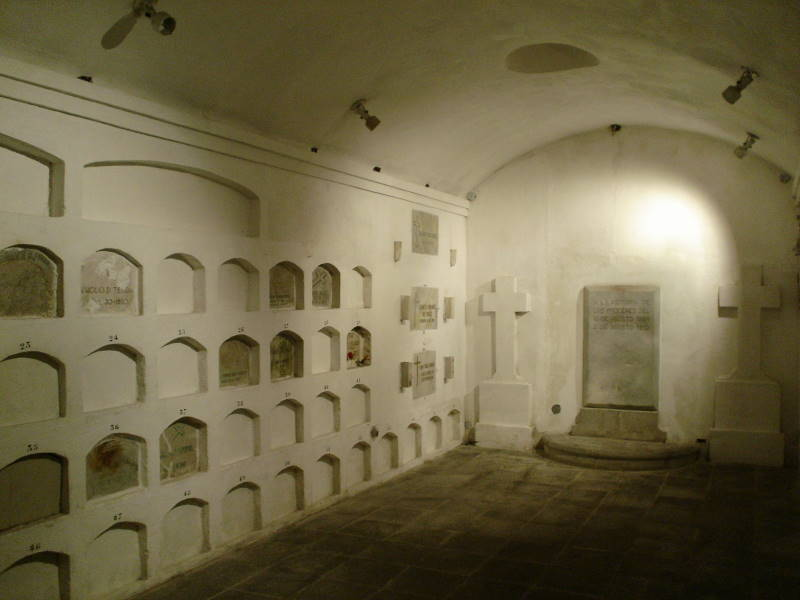
Cripta, debajo de la sala capitular.
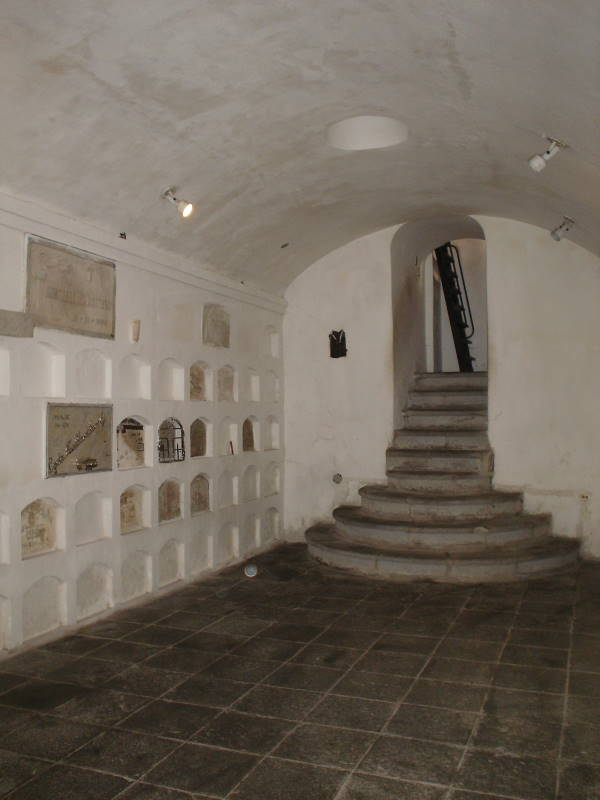
Entrada a la cripta.

## Piezas de Arte
Tanto las salas del museo del convento como las paredes del claustro muestran una serie de obras de arte pictórico y escultórico, incluida una serie de pinturas sobre la vida de San Agustín encargada a Miguel de Santiago por el padre Basilio de Rivera.
| Nombre de la pintura                           | Artista                        | Fecha               |
| ---------------------------------------------- | ------------------------------ | ------------------- |
| Consagración Episcopal de San Agustín          | desconocido                    | 27 de enero de 1864 |
| Conversión de San Agustín Debajo de la Higuera | Miguel de Santiago (atribuida) | Desconocida         |